# Винторог козел
Винторогите или витороги козли (Capra falconeri) са вид средноголеми бозайници от семейство Кухороги (Bovidae). Разпространени са в Памир, Хиндукуш и съседните долини.
Винторогият козел достига 65 до 115 cm височина при рамото и маса от 40 до 110 kg. Женските са светлокафяви с бял корем и черно-бели шарки по краката. Мъжките са по-светли с черно лице и дълга бяла козина по гърлото и гърдите. И двата пола имат винтообразни рога, които могат да достигнат 160 cm длъжина при мъжките и 25 cm при женските.
Винторогите козли са застрашен вид, като броят им в природата се оценява на около 2500 екземпляра (2008). Срещат се в над 50 изолирани една от друга области в южните части на Узбекистан и Таджикистан, източните части на Афганистан, северозападните части на Пакистан и западната половина на Кашмир. Предпочитат планински местности с надморска височина от 500 до 3500 m.
Винторогите козли се хранят с трева и листа на дървета и храсти. Активни са главно по здрач, сутрин и вечер. Женските се събират на малки групи, наброяващи до 9 екземпляра, а мъжките живеят поединично. През размножителния сезон мъжките се борят помежду си за достъп до женските, като използват рогата си.

## Подвидове
- C. f. falconeri
- C. f. heptneri
- C. f. megaceros